# Acrux
Alpha Crucis (α Crucis, viết tắt Alpha Cru, α Cru), tên chính thức là Acrux là một hệ thống nhiều sao cách 321 năm ánh sáng từ Mặt Trời nằm trong chòm sao Nam Thập Tự và là một phần trong mảng sao được biết đến với tên Thập tự Phương Nam. Với cấp sao biểu kiến tổng cộng là 0,76, nó là ngôi sao sáng nhất trong chòm sao Nam Thập Tự và là ngôi sao sáng thứ 13 trên bầu trời đêm.

## Trong văn hóa
α Crucis được thể hiện trên quốc kỳ của Australia, New Zealand, Samoa, và Papua New Guinea là một trong năm ngôi sao tạo thành Thập tự Phương Nam. Nó còn có trong quốc kỳ Brazil, cùng với 26 ngôi sao khác, mỗi ngôi sao tương trưng cho một bang; α Crucis đại diện cho bang São Paulo.